# Prosthenia psittacolella
Prosthenia psittacolella är en fjärilsart som beskrevs av George Francis Hampson 1901. Prosthenia psittacolella ingår i släktet Prosthenia och familjen mott. Inga underarter finns listade i Catalogue of Life.